# Полонийлютеций
Полонийлютеций — бинарное неорганическое соединение,
полония и лютеция
с формулой LuPo,
кристаллы.

## Получение
- Сплавление стехиометрических количеств чистых веществ:

{\displaystyle {\mathsf {Po+Lu\ {\xrightarrow {T}}\ LuPo}}}

## Физические свойства
Полонийлютеций образует кристаллы
кубической сингонии,
пространственная группа F m3m,
параметры ячейки a = 0,6159 нм, Z = 4,
структура типа хлорида натрия NaCl
.